# Rose Scott
Rose Scott (Nova Gal·les del Sud, 8 d'octubre del 1847 - 20 d'abril del 1925) fou una activista feminista australiana.

## Biografia

### Primers anys
Scott era filla d'Helenus Scott (1802-1879) i Sarah Ann Scott, la cinquena de vuit fills, i neta d'Helenus Scott (1760-1821), un metge escocés. Fou educada a casa per sa mare.

### Treball en activisme
El 1882, Scott començà a organitzar reunions a casa seua, a Sydney. Per aquestes reunions, Rose es va fer popular entre polítics, jutges, filantrops i escriptors. El 1889, col·laborà amb la fundació Women's Literary Society, que es convertí dos anys després en la Womanhood Suffrage League. Aquesta experiència la feu ser una excel·lent oradora. Sa mare va morir el 1896, i Scott va rebre una bona herència. Comença a treballar pel dret de la dona al vot. Scott convidava a algunes dones treballadores a la seua casa els diumenges per a descriure la seua situació laboral d'11 hores diàries o més, davant la presència de polítics com Bernhard Ringrose Wise, William Holman, W. M. Hughes i Thomas Bavin. Es discutí la possibilitat d'un projecte de llei que en milloràs les condicions, la qual cosa es dugué a terme el 1899.
També lluità perquè les dones treballaren com a policies, i per la millora de les condicions de les dones recluses.
Scott esdevingué la primera presidenta de la Lliga d'Educació Política per a dones el 1902, càrrec que representà fins al 1910. També fou durant molts anys secretària del Concili Nacional de Dones de Nova Gal·les del Sud. Scott va morir el 20 d'abril del 1925.